# 세족식
세족식(洗足式, maundy)은 예수가 유월절 예식 전에 제자들의 발을 씻기신 장면에서 유래된 의식이다.

## 유래와 의미

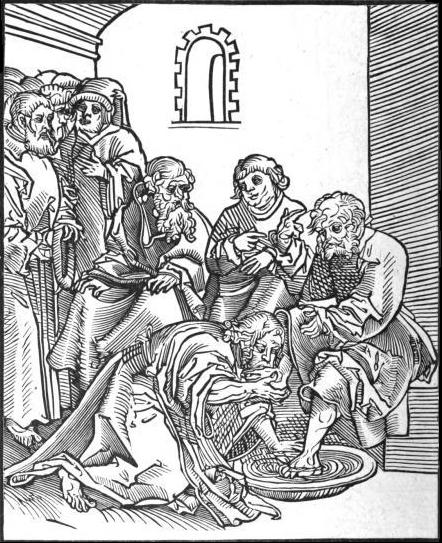
그리스도인의 세족 예식

유월절(니산월 1월 14일 저녁) 전에 예수님께서 발을 씻겨 주시는 예식을 진행했다.
"너희(예수님을 믿는 그리스도교인들)도 행하게 하려 하여 본을 보였노라"(요한복음 13:15) 하시며, 그리스도교인들이 진행해야 할 예식임을 알려 주셨다.

### 의미
요한복음을 통해 해석하면 몇 가지 의미를 확인할 수 있다.
유월절 전에 ... 저녁 잡수시던 자리에서 일어나 겉옷을 벗고 수건을 가져다가 허리에 두르시고 이에 대야에 물을 담아 제자들의 발을 씻기시고 그 두르신 수건으로 씻기기를 시작하여 ... 베드로가 가로되 내 발을 절대로 씻기지 못하시리이다 예수께서 대답하시되 내가 너를 씻기지 아니하면 네가 나와 상관이 없느니라 시몬 베드로가 가로되 주여 내 발뿐 아니라 손과 머리도 씻겨 주옵소서 예수께서 가라사대 이미 목욕한 자는 발밖에 씻을 필요가 없느니라 온 몸이 깨끗하니라 너희가 깨끗하나 다는 아니니라 하시니— 요한복음 13:1-10

1. 예수님과 그리스도인의 관계를 확인하고, 유월절을 지킬 수 있게 하는 예식.[2] 반드시 세족예식을 행해야 유월절을 지킬 수 있음.
2. 세례예식을 진행했는지를 확인하고, 발을 깨끗하게 하는 예식.[3]
3. 종이 상전의 발을 씻겨 주는 것이 일상인데, 일상을 거스르는 그리스도의 희생을 상징.[4]

## 세족예식 날짜 논란

### 세족예식 13일설
요한복음 13장 1절에 있는 "유월절 전"을 보고 유월절 전 날에 세족예식을 진행한 것이다.

### 세족예식 14일설
유월절이 "14일 저녁"이므로, 저녁 전에 행하신 예식이므로 14일에 일어난 것이다.